# Amber Yobech
Amber Sikosang Yobech (* 27. Januar 1991) ist eine ehemalige palauische Schwimmerin.

## Karriere
Amber Yobech startete im Alter von 17 Jahren als eine der jüngsten Schwimmerinnen bei den Olympischen Sommerspielen 2008 in Peking. Sie belegte im Wettkampf über 50 m Freistil den 71. Rang. Bei der Abschlussfeier war sie Fahnenträgerin der palauischen Mannschaft.